# Family City

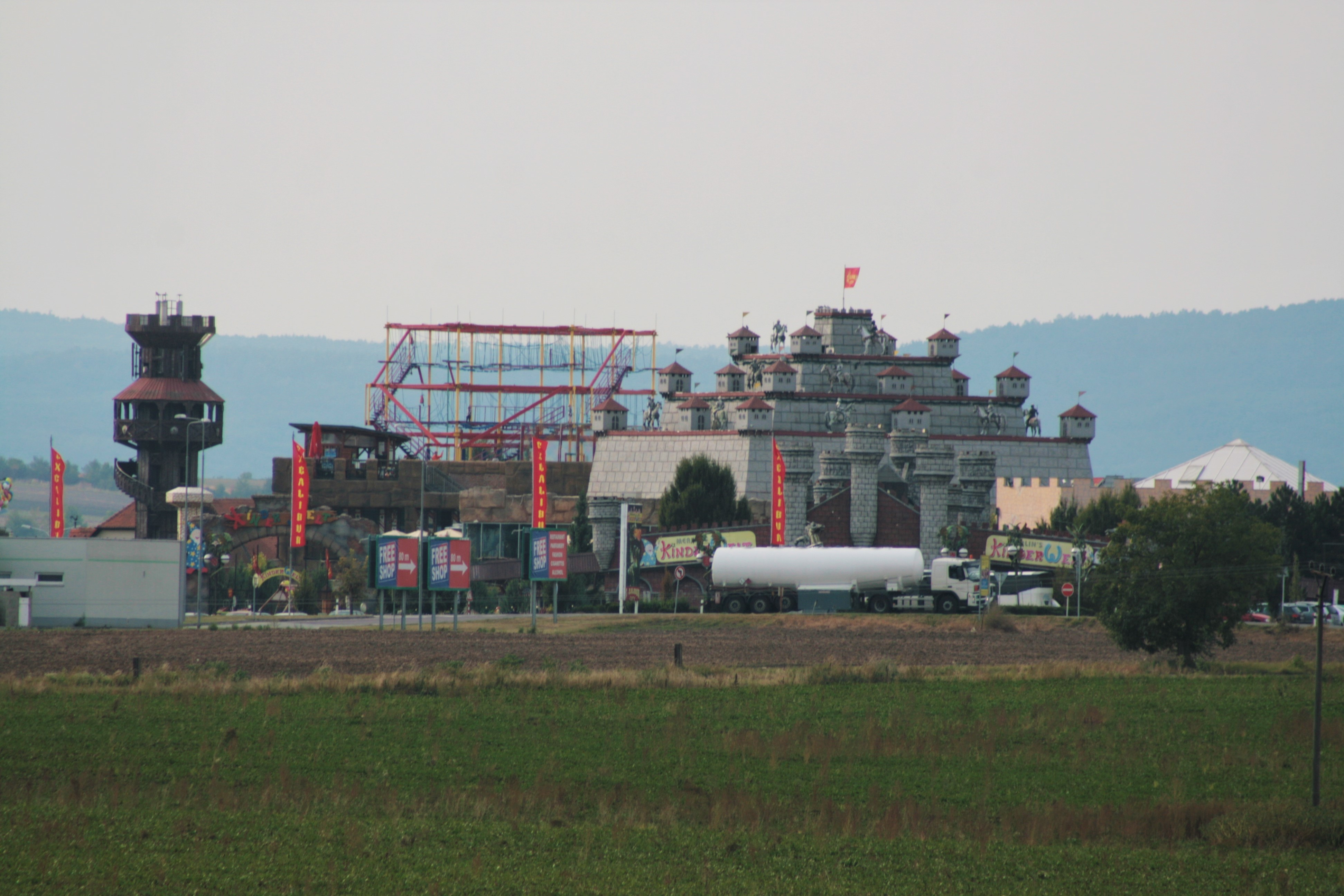
Pohled na areál Excalibur CIty od východu, 2016

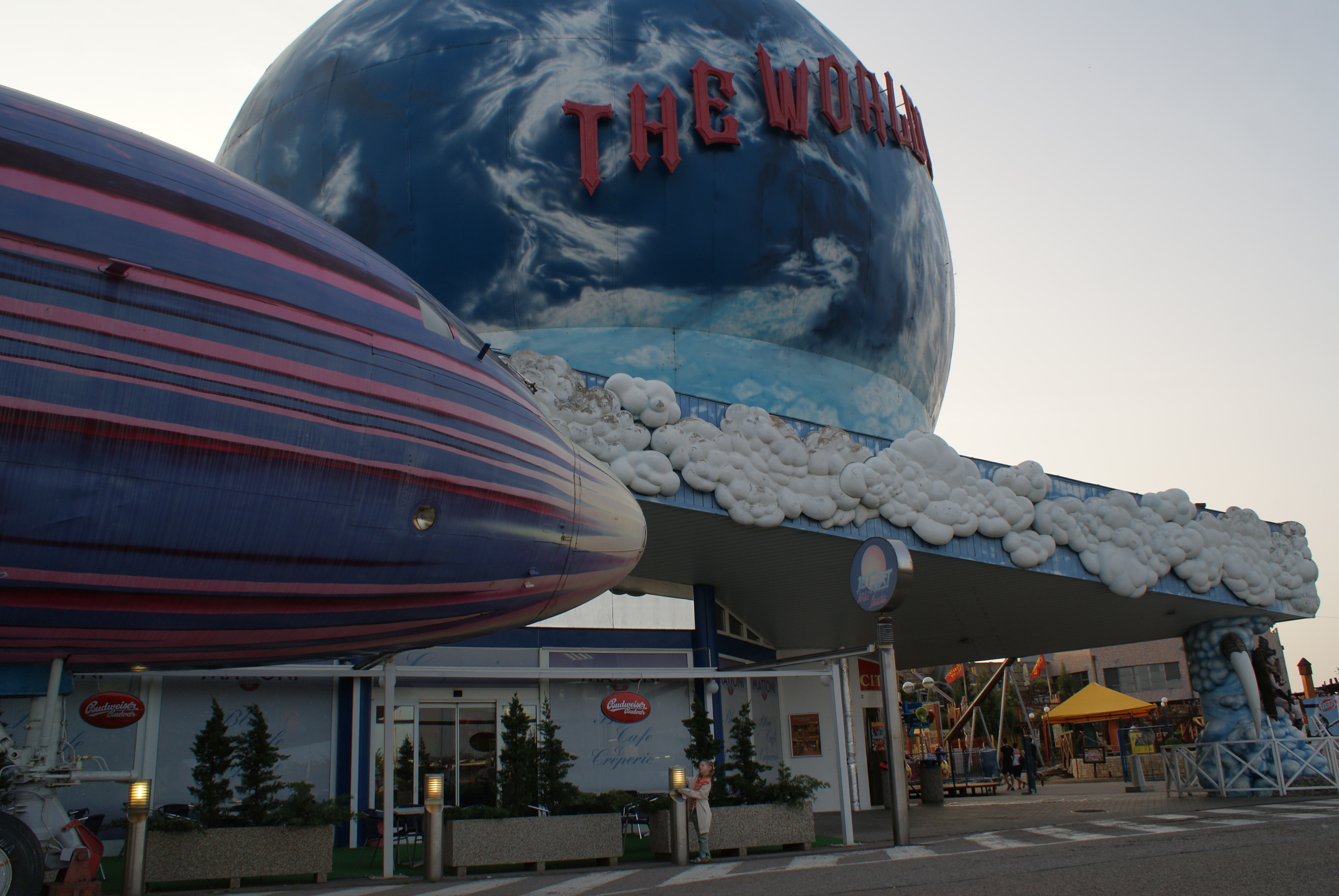
Nos letounu Iljušin Il-62 a velká koule Excalibur City

Family City (do roku 2024 Excalibur City) je nákupní a zábavní centrum a tržnice v osadě Hatě spadající pod Chvalovice u Znojma poblíž česko-rakouských státních hranic. Nachází se zde obchody, restaurace, casina, různé služby a zábavní park „Merlinův dětský svět". Poblíž se nachází letiště.
Mimo jiné se zde nachází vyřazený letoun Iljušin Il-62, který létal mezi roky 1974 až 1981 pro Ministerstva vnitra ČSSR a mezi 1981 až 1991 pro ČSA, u dalších společnost 1991 až 1994. V roce 1998 sem byl přepraven a o rok později získal nynější nátěr a uvnitř vznikla restaurace. Jedná se o jediný „zachovalý" typ Il-62 na území České republiky. 

## Historie
Většina budov byla postavena kolem roku 1998. Před Vánoci 2006 zde proběhl požár, který způsobil škodu přibližně 40 milionů korun. Zavinil ho Vietnamec, který předváděl svou pyrotechniku zákazníkům. Celkem 4,5 milionů lidí sem zavítalo v roce 2007. V roce 2008 byly otevřeny nové části zrekonstruované po požáru.
Na Silvestrovské oslavě 1997/1998 zde odehrál svůj úplně poslední koncert zpěvák Falco, který za měsíc zemřel v při autonehodě v Dominikánské republice. 

## Legálnost aktivit na tržnicích
Kromě požáru v areálu se komplex Excalibur City dostal do médií v kontextu fungování přilehlé vietnamských tržnic, která jsou mediálně vnímaná jako součást objektu zábavního parku. Family City pronajímá trhovcům budovy a přilehlé pozemky. Budova tržnice China Town neměla stavební povolení k srpnu 2008. Celníci se zaměřeli na prodej padělků oblečení a módní doplňků na tržnicích v říjnu 2009. Při celních raziích využívali trhovci taktiku, že opustili stánky se zbožím, protože bylo velice obtížné prokázat vlastnictví stánku konkrétní osobě. V září 2009 zabavili celníci padělané zboží v hodnotě 135 milionů korun. V listopadu 2009 došlo ze strany celníků, zástupců České obchodní inspekce (zkráceně ČOI) a představitelů živnostenského úřadu ke změně kontrol, kdy pracovníci živnostenského úřadu zaregistrovali všechny státky.
Zátahy celníku pokračovaly v místě i o rok později. Celníci nalezli nelegální zboží v hodnotě 3,5 milionu korun při kontrole v květnu 2010. Kontroloři objevili při své práci tajný úkryt zboží za dvojitou stěnou. V souvislosti s prodejem padělků na místě docházelo k porušování ochranných známek, čehož okresní státní zástupce využil a v květnu 2011 podal návrh na obvinění dvou prodejců. V roce 2022 nalezli inspektoři padělky v hodnotě přesahující 24 milionu korun. Při kontrole ČOI v listopadu 2024 se objevilo přes 2 tisíce padělků v hodnotě 21 milionů korun.
Kromě padělananého zboží se dostala do médií informace ohledně prodeje zakázané pyrotechniky na tržnicích po požáru areálu. Pyrotechnik našel nebezpečné výbušniny v prosinci 2010. Experti na výbušniny označili tržnice jako „muniční sklad“. Část nakoupené pyrotechniky se pašuje přes hranice do Rakouska. Rakouští novináři upozornili, že některé petardy a ohňostroje v nabídce jsou výbušniny typu F3 a F4, které mohou odpalovat pouze držitelé pyrotechnického průkazu v Rakousku. Pyrotechniku vyrábějí podle rakouských policistů malé děti v Číně. Při kontrole rakouské policie nebylo možné určit obsah střelného prachu v pyrotechnice ani délku zápalných knotů. Od poloviny prosince 2022 probíhaly kontroly na hraničním přechodu Kleinhaugsdorf, při kterých se zadrželo 13 tisíc kusů nelegální pyrotechniky. Při experimentování s nelegální pyrotechnikou z Family City se zabil mladý muž v Dolním Rakousku a jeho kamarádi byli zraněni.

## Kontroverze mimo tržnice

### Porušení dobrých životních podmínek zvířat
V roce 2012 rakouská organizace na ochranu zvířat Verein gegen Tierfabriken kritizovala nedostatečně druhově vhodný chov zvířat určených k prodeji, který v nejhorší podobě lze popsat jako týrání zvířat.

### Nelegální zbraně, válečné zbraně a obchod s drogami
Časopis Kronen Zeitung v roce 2024 odhalil, že ve Family City bylo možné bez problémů zakoupit nelegální střelné a bodné zbraně. Podle vyšetřování listu Wiener Zeitung si i nezletilí mohli bez problémů koupit válečné zbraně, jako jsou například samopaly Uzi a drogy všeho druhu včetně pervitinu. Rakouští novináři pojmenovali sitauci se zbraněmi na českých příhraničních tržnicích jako „zbraňové Eldorádo“.

### Podpora pravicově extremistické televize AUF1
Ronald Seunig poskytl rozhovor krajně pravicovému televiznímu kanálu AUF1 v roce 2024, v němž šířil konspirační teorie (např. o Velkém resetu nebo nepravdivé informace o pandemii covidu-19). Jeho syn Roger, který je nynějším šéfem nákupního centra, umisťuje reklamy na Family City do vysílání stanice. Přesná výše finanční podpory od Family City k AUF1 nebyla známá.

## Kulturní odkazExcalibur City
V roce 2022 představila režisérka Clara Zoë My-Linh von Arnim na filmovém festivalu v Hofu svůj absolventský film DFFB Excalibur City. Film se zaměřuje na pašování pervitinu vietnamskými uprchlíky do nákupního města, aby ho tam dodávali kupcům. Hlavní protagonistky – dvě sestry – jsou vystaveny násilí při snaze opustit vliv vietnamské pervitinové mafie na místě.